# Gerhardt Petersen
Gerhardt Amos Kristian Petersen (* 13. April 1955 in Narsaq; † 30. März 2020 in Qaqortoq) war ein grönländischer Politiker (Atassut), Manager und Unternehmer.

## Leben
Gerhardt Petersen war der Sohn der Hausfrau Apollonie Thomsen geb. Petersen († 1998). Er war liiert mit der Controllerin Merete Clasen (* 1962).
Gerhardt Petersen begann 1971 eine Handelslehre beim KGH in seiner Heimatstadt Narsaq. Anschließend besuchte er die Handelsschule in Ikast, machte 1976 sein Handelsexamen und wurde im selben Jahr Handelsassistent in Narsaq. Später arbeitete er für den KGH und dessen Nachfolgekonzern KNI in Nuuk, Aasiaat, Sisimiut und Qasigiannguit. 1988 wurde er Handelschef in Qasigiannguit und 1992 Direktor bei KNI Service. 2005 wurde er zum Konzernchef von KNI ernannt. Bereits ein Jahr später wurde er im Dezember 2006 wegen schlechter wirtschaftlicher Ergebnisse entlassen.
Von 2001 bis 2003 war er Aufsichtsratsmitglied bei Arctic Umiaq Line, von 2002 bis 2004 bei Royal Greenland, ab 2002 bei Pisiffik, ab 2004 bei Royal Arctic Line und ab 2005 bei Nuka.
Er kandidierte bei der Parlamentswahl 2009 für die Atassut. Er erreichte 167 Stimmen und verpasste somit um zwei Stimmen den Einzug ins Inatsisartut. Nachdem wegen des schlechten Wahlergebnisses der bisherige Parteivorsitzende Finn Karlsen zurückgetreten war, bewarb sich Gerhardt Petersen als sein Nachfolger und wurde gewählt. Bei der Wahl 2013 konnte er 216 Stimmen erzielen und landete somit erneut auf dem ersten Nachrückerplatz seiner Partei. Weil die Atassut ins Naalakkersuisut kam, rückte Gerhardt Petersen für Minister Steen Lynge ins Inatsisartut nach. Bei der Kommunalwahl im selben Jahr kandidierte er ebenfalls, erreichte aber nur 34 Stimmen in der Kommune Kujalleq. 2014 wurde er als Parteivorsitzender abgewählt und von Knud Kristiansen abgelöst. Kurz danach kam es zu Neuwahlen für das Inatsisartut und Gerhardt Petersen erhielt nur noch 45 Stimmen. Mit den nur zehntmeisten Stimmen seiner Parteikollegen scheiterte er deutlich an einem Parlamentssitz. Bei der Kommunalwahl 2017 scheiterte er mit 55 Stimmen erneut. Bei der Parlamentswahl 2018 trat er nicht mehr an.
Am 8. April 2000 erhielt er den Nersornaat in Silber. Nachdem bei ihm 2018 Krebs diagnostiziert worden war, erlag er den Folgen der Krankheit Ende März 2020 zwei Wochen vor Vollendung seines 65. Lebensjahres.